# Deposició en capa molecular

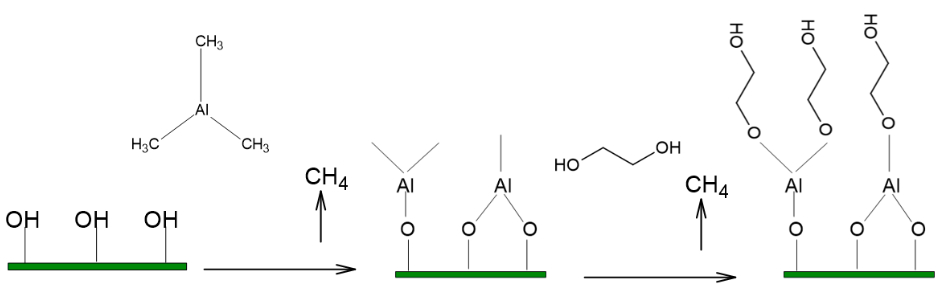
Procés de deposició molecular.

La deposició en capa molecular (amb acrònim anglès MLD) és una tècnica de deposició de pel·lícula fina en fase de vapor basada en reaccions superficials autolimitades realitzades de manera seqüencial. Essencialment, la MLD s'assembla a la tècnica ben establerta de deposició de capa atòmica (ALD), però, mentre que l'ALD es limita a recobriments exclusivament inorgànics, la química precursora de la MLD també pot utilitzar molècules orgàniques petites i bifuncionals. Això permet, a més del creixement de capes orgàniques en un procés similar a la polimerització, l'enllaç d'ambdós tipus de blocs de construcció de manera controlada per construir materials híbrids orgànics-inorgànics.
Tot i que la MLD és una tècnica coneguda en el sector de la deposició de pel·lícules primes, a causa de la seva relativa joventut, no està tan explorada com la seva contrapart inorgànica, ALD, i s'espera un ampli desenvolupament del sector en els propers anys.
La deposició de capa molecular és una tècnica germana de la deposició de capa atòmica. Mentre que la història de la deposició de la capa atòmica es remunta als anys 70, gràcies al treball independent de Valentin Borisovich Aleskovskii. i Tuomo Suntola, els primers experiments de MLD amb molècules orgàniques no es van publicar fins al 1991, quan va aparèixer un article de Tetsuzo Yoshimura i col·laboradors sobre la síntesi de poliimides utilitzant amines i anhídrids com a reactius. Després d'algun treball sobre compostos orgànics durant la dècada de 1990, van sorgir els primers articles relacionats amb materials híbrids, després de combinar les tècniques d'ALD i MLD. Des d'aleshores, el nombre d'articles enviats a l'any sobre la deposició de capes moleculars ha augmentat constantment, i s'ha observat una gamma més diversa de capes dipositades, incloses poliamides, poliimines, poliurea, politiourea i alguns copolímers, amb especial interès en la deposició de pel·lícules híbrides.
Aplicacions:
- Embalatge / encapsulació : dipositant recobriments ultrafins, sense forats i flexibles amb propietats mecàniques millorades (flexibilitat, estirabilitat, fragilitat reduïda). Un exemple són les barreres de gas en díodes emissors de llum orgànics (OLED).
- Electrònica : Materials personalitzats amb propietats mecàniques i dielèctriques especials, com ara circuits integrats avançats que requereixen aïllants particulars o transistors de pel·lícula fina flexible amb dielèctrics de porta d'alt k. També, la recuperació de l'energia malgastada com a calor com a energia elèctrica amb determinats aparells termoelèctrics. Exemples : dielèctric K baix, dielèctric K alt.
- Aplicacions biomèdiques : per potenciar el creixement cel·lular, millor adherència o el contrari, generant materials amb propietats antibacterianes. Es poden utilitzar en àrees de recerca com la detecció, el diagnòstic o el lliurament de medicaments.